# Харамільйо-де-ла-Фуенте
Харамільйо-де-ла-Фуенте (ісп. Jaramillo de la Fuente) — муніципалітет в Іспанії, у складі автономної спільноти Кастилія-і-Леон, у провінції Бургос. Населення — 46 осіб (2010).
Муніципалітет розташований на відстані близько 190 км на північ від Мадрида, 39 км на південний схід від Бургоса.

## Демографія
Динаміка населення (INE ):